# 普蘇亞湖
普蘇亞湖是白俄羅斯的湖泊，由維捷布斯克州負責管轄，長2.28公里、寬0.5公里，面積0.65平方公里，流域面積3.6平方公里，湖岸線長度5.9公里，最大水深10.5米。
55°12′29″N 28°09′51″E / 55.208153°N 28.164136°E